# Someone like You (película)
Someone like You (titulada en España Siempre a tu lado y Alguien como tú en Hispanoamérica) es una película estadounidense de comedia romántica de 2001, basada en la novela de Laura Zigman Animal Husbandry. Está protagonizada por Ashley Judd, Greg Kinnear, Hugh Jackman y Marisa Tomei y estuvo dirigida por Tony Goldwyn. La cinta tiene una duración de 97 minutos.

## Sinopsis
Jane es una mujer que trabaja en un noticiero y que, tras encontrar el amor en el hombre equivocado (Ray), indaga la razón por la que fue dejada por su pareja. Esto provoca un giro radical en su vida, que le hará descubrir una sorprendente similitud entre los hábitos de apareamiento del hombre y otros animales mamíferos. Sin embargo, la realidad le reserva una sorpresa cuando siente que su teoría es infalible.

## Elenco
- Ashley Judd como Jane Goodale.
- Greg Kinnear como Ray Brown.
- Hugh Jackman como Eddie Alden.
- Marisa Tomei como Liz.
- Ellen Barkin como Diane Roberts.
- Catherine Dent como Alice.
- Peter Friedman as Stephen.